# Brave (браузер)
Brave — веб-браузер со свободным и открытым исходным кодом на основе веб-браузера Chromium на движке Blink, анонсированный соучредителем корпорации Mozilla Project и создателем JavaScript Бренданом Эйхом. Создатели утверждают, что Brave блокирует трекеры сайтов и удаляет навязчивую интернет-рекламу, повышает уровень приватности в интернете и уменьшает количество передаваемых о потребителях рекламы данных. По данным на 2021 год, стабильный релиз доступен для iOS, Android, Windows, macOS и Linux.
Бета-версия по умолчанию имеет 19 различных поисковых систем, включая StartPage, Ecosia, Qwant и Яндекс-поиск.

## История
Brave разрабатывается Brave Software, основанной 28 мая 2015 года Бренданом Эйхом и Брайаном Бонди. Браузер Brave был впервые анонсирован Эйхом 20 января 2016 г. с провозглашённой целью представить альтернативу широко распространённым системам, при которых пользователям контент предоставляется бесплатно в обмен на показ рекламы, с доходов от которого существуют многие создатели и издатели контента во Всемирной паутине.
Эйх видит Веб стоящим перед лицом «первичной угрозы», заключающейся в нарастающем конфликте между рекламодателями, стремящимися собирать и хранить с целью повысить эффективность рекламы подробную и зачастую весьма личную информацию о пользователях, и сопротивляющимися этому веб-пользователями.
Начиная с 2017 года, ежегодная аудитория пользователей увеличивалась двукратно, так в 2017 показатель был равен 1,2 млн, в 2018 — 5,9 млн, в 2019 — 11,2 млн, 2020 — 24,1 и в 2021 — 50,2 млн активных пользователей в месяц.
В марте 2024 года Brave выпустили собственного ИИ-ассистента «Leo», который обладает повышенной конфиденциальностью. В частности, сервис не записывает диалоги с ИИ для обучения моделей, а все запросы пользователей проходят через анонимизирующие сервера. В июне 2024 года компания интегрировала результаты поиска в чат-бот. С этой функцией пользователи получают возможность в ответе на запрос получать актуальную информацию из интернета.

## Вознаграждение издателей
Пытаясь компенсировать эффект от блокирования и замещения рекламы, Brave тестирует систему поощрения издателей «Brave Payments». Эта система даёт пользователям возможность самим установить сумму, которую они готовы пожертвовать для поддержки посещаемых сайтов. Brave будет с помощью особого алгоритма вычислять процент от этой суммы, приходящийся на каждый конкретный сайт, который издатель получит в виде криптовалютного перевода, если он создал такую возможность.

## Поддерживаемые технологии
- BitTorrent (через WebTorrent);
- InterPlanetary File System (IPFS);
- TOR в режиме «Новое приватное окно с TOR» (англ. New private window with Tor)[13].

## Критика
- Версия 0.7 Brave получила от Network World название «могучий примитив»[14].
- Urbanophile заявил, что Brave — «очень быстрый» и «причудливый» (англ. quirks)[15].
- Издание Ars Technica скептически оценило моральные и правовые аспекты поведения Brave в сфере рекламы, назвав это поведение «срыванием двойного куша» и добавив: «Brave смахивает на грабёж»[16].

## Подстановка реферальных ссылок
6 июня 2020 пользователь Twitter заметил, что Brave без согласия пользователя вставляет реферальные коды, когда пользователь вводит в адресную строку ссылку на Binance. В дальнейшем обнаружилось, что Brave подставляет реферальные коды в адреса и других криптобирж. В ответ на это CEO Brave назвал это ошибкой, пообещав исправить её. 9 июня 2020 вышло обновление Brave, в котором подстановка была отключена, а в блоге вышел пост с объяснением причин проблемы и извинениями.